# Panamerikameisterschaft 1978 (Badminton)
Die Panamerikameisterschaft 1978 im Badminton war die zweite Auflage dieser kontinentalen Titelkämpfe. Sie wurde in Lima ausgetragen.

## Medaillengewinner
| Disziplin    | Gold                             | Silber                          | Bronze                               |
| ------------ | -------------------------------- | ------------------------------- | ------------------------------------ |
| Herreneinzel | Jamie McKee                      | Victor Jaramillo                | Paul Johnson                         |
| Herreneinzel | Jamie McKee                      | Victor Jaramillo                | Greg Carter                          |
| Dameneinzel  | Johanne Falardeau                | Wendy Clarkson                  | Claire Backhouse                     |
| Dameneinzel  | Johanne Falardeau                | Wendy Clarkson                  | Jane Youngberg                       |
| Herrendoppel | Greg Carter Jamie McKee          | Ian Johnson Pat Tryon           | Ricardo de la Torre Jorge Palazuelos |
| Herrendoppel | Greg Carter Jamie McKee          | Ian Johnson Pat Tryon           | Ricardo Jaramillo Victor Jaramillo   |
| Damendoppel  | Wendy Clarkson Johanne Falardeau | Claire Backhouse Jane Youngberg | Josefina de Salazar Finita Salazar   |
| Damendoppel  | Wendy Clarkson Johanne Falardeau | Claire Backhouse Jane Youngberg | Ofelia de Telge Malena Noriega       |
| Mixed        | Greg Carter Wendy Clarkson       | Jamie McKee Johanne Falardeau   | Pat Tryon Claire Backhouse           |
| Mixed        | Greg Carter Wendy Clarkson       | Jamie McKee Johanne Falardeau   | Ian Johnson Jane Youngberg           |
| Team         | Kanada                           | Peru                            | -                                    |